# Akysis
Akysis es un género de peces gato (orden Siluriformes) de la familia Akysidae. Es el género de peces gato con mayor número de especies.

## Taxonomía
En 1996 se determimó que Akysis era el grupo hermano, en términos cladísticos, de todos los demás miembros de la familia, que entonces sólo incluía a los géneros Parakysis, Acrochordonichthys y Breitensteinia. Sin embargo se supo que el género Akysis había sido pobremente estudiado y que podría llegar a ser considerado no-monofilético en el futuro.
En 1998 se reconoció que el extenso género Akysis incluía dos grupos específicos. El primero fue el grupo Akysis variegatus, para especies más directamente relacionadas con la especie tipo (Akysis variegatus), mientras que el segundo fue denominado grupo pseudobagarius para especies más directamente relacionadas con Akysis pseudobagarius. Los autores reconocieron como concebible que los grupos representaran dos géneros distintos, pero provisionalmente mantuvieron las especies reunidas en un único género. A partir de entonces, el género Pseudobagarius se constituyó para su grupo específico, dejando sólo a los miembros del grupo variegatus como especies del género Akysis.
En 2007 Laguvia manipurensis fue redescrita en el género Akysis como parte del grupo A. variegatus.

## Distribución
Estos peces se encuentran en arroyos de corriente rápida del Sudeste de Asia. Su área de distribución limita al oeste con la cuenca del río Irawadi, al este con el Barito, al norte con el Lancanjiang (parte superior del Mekong) y al sur con el Citarum. Akysis se ha encontrado en Java, Sumatra, Borneo, Tailandia, Birmania (incluyendo Tanintharyi) y, más recientemente, se ha descubierto que el área de distribución de este género también incluye India.

## Descripción
Estos pequeños peces gato pueden ser distinguidos por su coloración general de marcas amarillas sobre fondo marrón. Los peces de este género tienen una piel coriácea resistente cubierta de protuberancias alineadas longitudinalmente a lo largo de los laterales del cuerpo. El margen anterior de la espina pectoral tiene una muesca visible por su lado dorsal. No tienen dientes palatales.
Se distinguen de los miembros del género Pseudobagarius por poseer: boca terminal; narinas anteriores y posteriores más pequeñas y localizadas a distancia, con un espaciado significativo entre la base de la barba nasal y la narina anterior; narinas anteriores en la punta de un pequeño tubo; aleta caudal es partida, más que bifurcada.
El tamaño máximo de los adultos es menor a 70 mm SL.

## Ecología
Los peces gato del género Akysis son especies pequeñas de coloración críptica. Son peces "reservados" que ocupan hábitats variados. La mayoría de las especies habitan usualmente arroyos de corriente rápida y aguas cristalinas con sustratos arenosos o rocosos. Algunas especies habitan las zonas aluviales, los canales principales y los deltas de ríos de gran caudal. En pequeños arroyos se pueden encontrar escondidos en la hojarasca o en restos de madera, en parches de vegetación viva como Cryptocoryne affinis, o en aguas poco profundas en zonas de grava gruesa o de piedras más grandes. Las especies de Akysis se han encontrado tanto en los márgenes poco profundos de los ríos como en las profundidades de los ríos más grandes, fundamentalmente al ser llevados por las redes de arrastre, y junto con vegetación en descomposición.

## Especies
El género incluye las siguientes 24 especies:

- Akysis bilustris Ng, 2011[3]
- Akysis brachybarbatus (Chen, 1981)[17]
- Akysis clavulus (Ng & Freyhof, 2003)[5]
- Akysis clinatus (Ng & Rainboth, 2005)[18]
- Akysis ephippifer (Ng & Kottelat, 1998)[6]
- Akysis fontaneus (Ng, 2009)[19]
- Akysis fuliginatus (Ng & Rainboth, 2005)[18]
- Akysis galeatus (Page, Rachmatika & Robins, 2007)[20]
- Akysis hendricksoni (Alfred, 1966)[21]
- Akysis heterurus (Ng, 1996)[22]
- Akysis longifilis[9]
- Akysis maculipinnis (Fowler, 1934)[23]
- Akysis manipurensis (Arunkumar, 2000)[24]
- Akysis microps (Ng & Tan, 1999)[25]
- Akysis pictus (Günther, 1883)[26]
- Akysis portellus (Ng, 2009)[27]
- Akysis prashadi (Hora, 1936)[28]
- Akysis pulvinatus (Ng, 2007)[29]
- Akysis recavus (Ng & Kottelat, 1998)[6]
- Akysis scorteus (Page, Hadiaty & López, 2007)[20]
- Akysis subtilis (Ng & Kottelat, 1998)[6][nota 1]
- Akysis varius (Ng & Kottelat, 1998)[6]
- Akysis variegatus (Bleeker, 1846)[30]
- Akysis vespa (Ng & Kottelat, 2004)[31]
- Akysis vespertinus (Ng, 2008)[32]